# 莒郊公
莒郊公（？—前481年），《呂氏春秋》作莒敖公，《說苑》作莒穆公。己姓，名狂，為春秋諸侯國莒国君主之一，是莒國第20任君主。在位38年。 鲁昭公十四年（前528年）秋八月，莒著丘公卒，莒郊公不悲伤。国人不高兴，想立著丘公的弟弟庚舆为君。蒲余侯兹夫讨厌公子意恢而喜欢庚舆，郊公讨厌公子铎而喜欢意恢。公子铎和蒲余侯合谋，在十二月，蒲余侯杀公子意恢，莒郊公逃到齐国。公子铎到齐国迎接庚舆。
當時，柱厲叔事奉莒敖公，知道莒敖公不知己，离开，居于海上。夏日吃菱芰，冬日則吃橡栗。莒敖公有難，柱厲叔辭别其友，去莒国为莒敖公而死。
鲁昭公二十三年（前519年），莒子庚舆暴虐好铸剑，拿人来试剑锋利与否。国人反对他，到齐国请郊公狂回国，庚舆逃到鲁国。鲁哀公十四年（前481年）莒子狂卒。